# Анкор-Бей (Каліфорнія)
Анкор-Бей (англ. Anchor Bay) — переписна місцевість (CDP) в США, в окрузі Мендосіно штату Каліфорнія. Населення — 473 особи (2020).

## Географія
Анкор-Бей розташований за координатами 38°48′46″ пн. ш. 123°34′13″ зх. д. / 38.81278° пн. ш. 123.57028° зх. д. (38.812653, -123.570267).  За даними Бюро перепису населення США в 2010 році переписна місцевість мала площу 9,10 км², уся площа — суходіл.

## Демографія
Згідно з переписом 2010 року, у переписній місцевості мешкало 340 осіб у 174 домогосподарствах у складі 102 родин. Густота населення становила 37 осіб/км².  Було 327 помешкань (36/км²).
Расовий склад населення:
| - 88,5 % — білих - 1,5 % — корінних американців - 0,6 % — чорних або афроамериканців - 0,6 % — азіатів - 0,3 % — вихідців з тихоокеанських островів - 3,5 % — осіб інших рас |

До двох чи більше рас належало 5,0 %. Частка іспаномовних становила 8,5 % від усіх жителів.
За віковим діапазоном населення розподілялося таким чином: 11,5 % — особи молодші 18 років, 63,5 % — особи у віці 18—64 років, 25,0 % — особи у віці 65 років та старші. Медіана віку мешканця становила 57,3 року. На 100 осіб жіночої статі у переписній місцевості припадало 96,5 чоловіків;  на 100 жінок у віці від 18 років та старших — 96,7 чоловіків також старших 18 років.
Середній дохід на одне домашнє господарство  становив 68 665 доларів США (медіана — 63 967), а середній дохід на одну сім'ю — 76 464 долари (медіана — 63 750). 
Цивільне працевлаштоване населення становило 150 осіб. Основні галузі зайнятості: роздрібна торгівля — 32,7 %, виробництво — 16,7 %, фінанси, страхування та нерухомість — 16,0 %.